# Neophasma fasciatum
Neophasma fasciatum är en insektsart som först beskrevs av Ludwig Redtenbacher 1906.  Neophasma fasciatum ingår i släktet Neophasma och familjen Pseudophasmatidae. Inga underarter finns listade i Catalogue of Life.